# Жоховская стоянка
Жоховская стоянка — мезолитическая стоянка сумнагинской культуры, расположенная под 76° с. ш. на острове Жохова (Новосибирские острова) в Якутии. Датируется возрастом 9—8 тыс. лет назад.
Данные археологические находки являются уникальными по расположении в высоких широтах. Севернее древний человек не основывал постоянных стоянок (более северные стоянки выявлены в Гренландии, но они значительно моложе).
В те времена остров был частью материковой суши. В поселении постоянно проживало от 25 до 50 человек. Практиковался круглогодичный промысел северного оленя и промысел белого медведя в зимний период. Найдены доказательства постоянного употребления в пищу мяса белого медведя. Нигде в мире такой культуры поедания мяса белого медведя больше не отмечено, в этом плане стоянка на острове Жохова также представляется уникальной.
Генетически жители стоянки имели западно-евразийское происхождение. Предки этих людей пришли в данное место из Западной Сибири или с Урала. У обитателей Жоховской стоянки определена митохондриальная гаплогруппа K (распространена среди чувашей, 18 %, вокруг Альп и на Британских островах — около 10 % населения, а также среди ближневосточных народов) и, предположительно, у двух образцов определены митохондриальные гаплогруппы W (наибольшая концентрация в наше время — на севере Пакистана) и V (современное распространение — саамы, пасьего). В дальнейшем генетическая линия этих людей в местном северном населении не обнаружена, что свидетельствует о закрытости данного этноса от чужаков.
При раскопках в 2015 году были обнаружены останки собак, изучив которые учёные сделали открытие — уже 9 тысяч лет назад обитатели Жоховской стоянки занимались выведением породистых ездовых собак, очень близких к стандарту сибирской лайки, вплоть до 25 кг. Найденные останки свидетельствуют о целенаправленной многолетней работе с породой, найдены останки как зрелых, так и старых собак. За стареющими собаками люди ухаживали до последнего, не позволяя собакам умирать от голода. В дальнейшем были найдены нарты, свидетельствующие о том, что собак использовали как ездовых. Также есть основания полагать, что часть особо крупных лаек помогала в охоте на медведей.
У жоховских собак, живших 7,8—8 тыс. л. н., генетиками определена митохондриальная гаплогруппа A.
Результаты сравнительного полногеномного исследования позволили выяснить, что родословная современных ездовых собак берёт свое начало от одомашненного предка, обитавшего в Арктической Сибири 9,5 тысяч лет назад. Геном из нижней челюсти собаки «Жохов» имеет покрытие 9,6×. Челюсть датирована 9524 календарными годами до настоящего времени. Геном собаки «Жохов» оказался наиболее тесно связан с геномами современных ездовых собак (гренландские ездовые собаки, аляскинские маламуты, аляскинские и сибирские хаски) и американских доевропейско-контактных собак (American pre-European-contact dogs), таких как собака из Порт-о-Шуа морской архаической культуры (~4000 лет до н. в.). Бесконтрольный кластерный анализ с помощью программного обеспечения NGSadmix сгруппировал современных домашних собак в четыре кластера: африканские, европейские, азиатские и ездовые собаки, включая «Жохов». «Жохов» представляет собой родословную, которая расходилась с предком современных ездовых собак. Это говорит о генетической преемственности в арктических породах собак, по крайней мере, в течение последних ~9500 лет, устанавливая нижнюю границу происхождения линии ездовых собак. D-статистика указала на избыток аллелей между плейстоценовыми волками с Янской стоянки и с Таймыра с одной стороны и американо-жоховскими ездовыми собаками с другой, что наводит на мысль о смешении, произошедшем между плейстоценовыми волками и предками американо-жоховских ездовых собак.
Обитатели Жоховской стоянки 9 тыс. л. н. привозили обсидиан с берегов озера Красное на Чукотке. ДНК жоховских собак похожа на ДНК древних собак, найденных в районе озера Байкал (Baikal dogs), в Северной Америке и на мезолитической стоянке Веретьё (Каргопольский район Архангельской области), а также на ДНК современных новогвинейских поющих собак.